# フリージア
フリージア (Freesia refracta) はアヤメ科フリージア属・半耐寒性球根植物の種の一つ。または、フリージア属の総称。日本では別名として菖蒲と水仙双方に似ていることから「菖蒲水仙（アヤメスイセン、ショウブスイセン）」、花の色から「浅黄水仙（アサギスイセン）」、甘い香りから「香雪蘭（コウセツラン）」、その他「コアヤメズイセン」などと呼ばれている。
南アフリカで植物採集をしていたデンマークの植物学者エクロン (Christian Friedrich Ecklon) が発見した植物を親友のドイツ人の医師フレーゼ (F・H・T・Freese) に献名している。

## 特徴
南アフリカのケープ地方に10種余りが分布しているが、オランダでの品種改良により現在では150以上の園芸品種が存在する。
休眠期は夏でラッキョウによく似た球茎になる。葉は劒形で数枚垂直に立ち、露地植えでは春に草丈が50 - 100cmくらいになり、穂状花序をなし、白・黄色・紅・ピンク・赤紫・藤色・オレンジ色などの6弁花を6 - 12輪くらい咲かせる。白・黄色は切り花に多く用いられる。他の色は、病気に弱く切り花生産が難しいため、生花市場ではあまり流通しない。

## 栽培
千葉県南部や静岡県沿岸部など強い霜の降らない地方では露地植えで栽培できるが、東京辺りでは霜よけが必要である。鉢植えの場合は6寸鉢に7球植えにし、冬の間十分に日に当てるようにすれば球根が十分な養分を持っているので、特に肥料を与えなくてもよい。
アフリカ原種である黄色、白色のフリージアはキンモクセイのような甘い強い香り。紅・紫系は黄花種ほど強くはないが甘酸っぱい果物の香りがある。

## 文化

### 祭
東京都八丈島では毎年3月の春分の日から4月上旬まで「フリージアまつり」が開催されている。八丈島を訪れた観光客に対して、花の摘み取りや八丈島の郷土料理のサービスを行っている。

### 楽曲
- フリージア - Uru
- Freesia - (K)NoW_NAME
- 香雪蘭〜好きより愛してる〜 - 工藤静香
- 香雪蘭 - wapiti